# Seriolella brama
Seriolella brama is een straalvinnige vissensoort uit de familie van Centrolophidae. De wetenschappelijke naam van de soort is voor het eerst geldig gepubliceerd in 1860 door Günther.